# Licheng (Quanzhou)
Der Stadtbezirk Licheng (chinesisch 鲤城区, Pinyin Lǐchéng Qū) ist ein Stadtbezirk der bezirksfreien Stadt Quanzhou in der südostchinesischen Provinz Fujian. Sie hat eine Fläche von 56,92 km² und zählt 428.361 Einwohner (Stand: 2020).